# 1966 في فنلندا
فيما يلي قوائم الأحداث التي وقعت خلال عام 1966 في فنلندا.

## سياسة

### تعيين في المنصب
- 27 مايو – رافاييل بآسيو رئيس وزراء فنلندا.
- 27 مايو – ماونو كويفيستو وزير المالية [الإنجليزية]‏.

## مواليد

### يناير
- 31 يناير – جاي جاي ليتو

### أبريل
- 8 أبريل – هاري روفانبيرا سائق رالي فنلندي.

### نوفمبر
- 30 نوفمبر – ميكا سالو[1]

## وفيات

### يناير
- 11 يناير – هانس كولهماينن (مواليد 1889)[2]

### أبريل
- 19 أبريل – فاينو تانر (مواليد 1881)[3]